# Macédoine du Nord aux Jeux olympiques d'été de 2024
La Macédoine du Nord participe aux Jeux olympiques de 2024 à Paris. Il s'agit de sa 8e participation à des Jeux olympiques d'été.
L'athlète Dario Ivanovski (en) et la taekwondoïste Miljana Reljiḱ sont nommés porte-drapeau de la délégation macédonienne composée de sept athlètes.

## Nombre d’athlètes qualifiés par sport
Voici la liste des qualifiés et sélectionnés macédoniens par sport (remplaçants compris) :
| Sport      | Hommes | Femmes | Total |
| ---------- | ------ | ------ | ----- |
| Athlétisme | 1      | 0      | 1     |
| Judo       | 1      | 0      | 1     |
| Lutte      | 1      | 0      | 1     |
| Natation   | 1      | 1      | 2     |
| Taekwondo  | 0      | 1      | 1     |
| Tir        | 0      | 1      | 1     |
| Total      | 4      | 3      | 7     |

## Bilan général
| Sport      | Médaille d'or, Jeux olympiques | Médaille d'argent, Jeux olympiques | Médaille de bronze, Jeux olympiques | Total | Rang pays |
| ---------- | ------------------------------ | ---------------------------------- | ----------------------------------- | ----- | --------- |
| Athlétisme |                                |                                    |                                     |       |           |
| Judo       |                                |                                    |                                     |       |           |
| Lutte      |                                |                                    |                                     |       |           |
| Natation   |                                |                                    |                                     |       |           |
| Taekwondo  |                                |                                    |                                     |       |           |
| Tir        |                                |                                    |                                     |       |           |
| Total      |                                |                                    |                                     |       |           |

| Jour       | Médaille d'or, Jeux olympiques | Médaille d'argent, Jeux olympiques | Médaille de bronze, Jeux olympiques | Total |
| ---------- | ------------------------------ | ---------------------------------- | ----------------------------------- | ----- |
| 26 juillet |                                |                                    |                                     |       |
| 27 juillet |                                |                                    |                                     |       |
| 28 juillet |                                |                                    |                                     |       |
| 29 juillet |                                |                                    |                                     |       |
| 30 juillet |                                |                                    |                                     |       |
| 31 juillet |                                |                                    |                                     |       |
| 1er août   |                                |                                    |                                     |       |
| 2 août     |                                |                                    |                                     |       |
| 3 août     |                                |                                    |                                     |       |
| 4 août     |                                |                                    |                                     |       |
| 5 août     |                                |                                    |                                     |       |
| 6 août     |                                |                                    |                                     |       |
| 7 août     |                                |                                    |                                     |       |
| 8 août     |                                |                                    |                                     |       |
| 9 août     |                                |                                    |                                     |       |
| 10 août    |                                |                                    |                                     |       |
| 11 août    |                                |                                    |                                     |       |
| Total      |                                |                                    |                                     |       |

| Sexe   | Médaille d'or, Jeux olympiques | Médaille d'argent, Jeux olympiques | Médaille de bronze, Jeux olympiques | Total |
| ------ | ------------------------------ | ---------------------------------- | ----------------------------------- | ----- |
| Hommes |                                |                                    |                                     |       |
| Femmes |                                |                                    |                                     |       |
| Mixte  |                                |                                    |                                     |       |
| Total  |                                |                                    |                                     |       |

## Médaillés
| Sport | Discipline | Athlète(s) | Performance | Date |
| ----- | ---------- | ---------- | ----------- | ---- |
|       |            |            |             |      |

| Sport | Discipline | Athlète(s) | Performance | Date |
| ----- | ---------- | ---------- | ----------- | ---- |
|       |            |            |             |      |

| Sport | Discipline | Athlète(s) | Performance | Date |
| ----- | ---------- | ---------- | ----------- | ---- |
|       |            |            |             |      |

## Résultats

### Athlétisme
Dario Ivanovski (en) bénéficie d'une des 11 places attribuées à des marathoniens au nom de l'universalité.
| Athlètes             | Épreuve  | Premier tour (ou tour préliminaire) | Premier tour (ou tour préliminaire) | Repêchage (ou premier tour) | Repêchage (ou premier tour) | Demi-finales | Demi-finales | Finale          | Finale |
| Athlètes             | Épreuve  | Temps                               | Rang                                | Temps                       | Rang                        | Temps        | Rang         | Temps           | Rang   |
| -------------------- | -------- | ----------------------------------- | ----------------------------------- | --------------------------- | --------------------------- | ------------ | ------------ | --------------- | ------ |
| Dario Ivanovski (en) | Marathon | Non disputé                         | Non disputé                         | Non disputé                 | Non disputé                 | Non disputé  | Non disputé  | 2 h 28 min 15 s | 69e    |

### Judo
| Athlète        | Compétition    | 1er tour            | 2e tour             | Quart de finale     | Demi-finale         | Repêchage           | Finale / CB         | Rang |
| Athlète        | Compétition    | Adversaire Résultat | Adversaire Résultat | Adversaire Résultat | Adversaire Résultat | Adversaire Résultat | Adversaire Résultat | Rang |
| -------------- | -------------- | ------------------- | ------------------- | ------------------- | ------------------- | ------------------- | ------------------- | ---- |
| Edi Šerifovski | Moins de 81 kg | Guilherme Schimidt  |                     |                     |                     |                     |                     | e    |

### Lutte
| Athlète         | Compétition    | Huitièmes de finale | Quart de finale     | Demi-finale         | Repêchage           | Finale / CB         | Rang |
| Athlète         | Compétition    | Adversaire Résultat | Adversaire Résultat | Adversaire Résultat | Adversaire Résultat | Adversaire Résultat | Rang |
| --------------- | -------------- | ------------------- | ------------------- | ------------------- | ------------------- | ------------------- | ---- |
| Vladimir Egorov | Moins de 57 kg |                     |                     |                     |                     |                     | e    |

### Natation
La nageuse Eva Petrovska (en), positionnée sur le 800 mètres nage libre, déclare forfait pour raisons de santé.
| Athlète                 | Épreuve          | Séries      | Séries      | Demi-finales | Demi-finales | Finale  | Finale  |
| Athlète                 | Épreuve          | Temps       | Rang        | Temps        | Rang         | Temps   | Rang    |
| ----------------------- | ---------------- | ----------- | ----------- | ------------ | ------------ | ------- | ------- |
| Nikola Ǵuretanoviḱ (en) | 400 m nage libre | Non disputé | Non disputé | 4 min 5 s 38 | 37e          | Éliminé | Éliminé |

| Athlète            | Épreuve          | Séries  | Séries  | Demi-finales | Demi-finales | Finale  | Finale  |
| Athlète            | Épreuve          | Temps   | Rang    | Temps        | Rang         | Temps   | Rang    |
| ------------------ | ---------------- | ------- | ------- | ------------ | ------------ | ------- | ------- |
| Eva Petrovska (en) | 800 m nage libre | Forfait | Forfait | Forfait      | Forfait      | Forfait | Forfait |

### Taekwondo
| Athlète        | Compétition    | Éliminatoires       | Quart de finale     | Demi-finale         | Repêchage           | Finale / CB         | Rang |
| Athlète        | Compétition    | Adversaire Résultat | Adversaire Résultat | Adversaire Résultat | Adversaire Résultat | Adversaire Résultat | Rang |
| -------------- | -------------- | ------------------- | ------------------- | ------------------- | ------------------- | ------------------- | ---- |
| Miljana Reljiḱ | Moins de 57 kg |                     |                     |                     |                     |                     | e    |

### Tir
| Tireuses             | Compétition                  | Qualification | Qualification | Finale | Finale |
| Tireuses             | Compétition                  | Points        | Rang          | Points | Rang   |
| -------------------- | ---------------------------- | ------------- | ------------- | ------ | ------ |
| Anastasija Mojsovska | Carabine à 10 m air comprimé |               | e             |        | e      |